# ميخائيل ك. ميرفي (سياسي)
ميخائيل ك. ميرفي (بالإنجليزية: Michael Cotter Murphy)‏ هو سياسي أمريكي وأيرلندي، ولد في 7 مارس 1839 في جمهورية أيرلندا، وتوفي في 4 مارس 1903 في مانهاتن في الولايات المتحدة. حزبياً، نشط في الحزب الديمقراطي. وقد انتخب Commissioner of Health of the City of New York ‏ (3 مارس 1898 – 22 فبراير 1901) وانتخب عضو جمعية ولاية نيويورك وانتخب عضو مجلس ولاية نيويورك.